# 越智俊之
越智 俊之（おち としゆき、1978年3月9日 - ）は、日本の政治家。自由民主党所属の参議院議員（1期）。全国商工政治連盟の組織内候補。

## 来歴
江田島市出身。1996年、広島県立呉三津田高等学校卒業。2001年、法政大学工学部土木工学科卒業。同年、三興建設株式会社に入社。2009年5月、同社の台湾事業所にあたる台湾良環工程股分有限公司の総経理を務める。2010年、三興建設株式会社専務取締役就任。2021年、株式会社ご安航代表取締役就任。
同年7月の第26回参議院議員通常選挙で、自由民主党は比例代表に特定枠2人を含め計33人の候補者を擁立。比例から立候補した越智は118,710票を得票。16番目の得票数（特定枠を含むと18番目）により自民党が獲得した18議席にすべりこみ、初当選した。次点の現職の小川克巳とは488票差であった。2023年4月27日に宏池会（岸田派）に入会した。

## 支援団体
- 全国商工政治連盟

## 選挙歴
| 当落 | 選挙                     | 執行日         | 年齢 | 選挙区       | 政党       | 得票数     | 得票率 | 定数 | 得票順位 /候補者数 | 政党内比例順位 /政党当選者数 |
| ---- | ------------------------ | -------------- | ---- | ------------ | ---------- | ---------- | ------ | ---- | ------------------ | ---------------------------- |
| 当   | 第26回参議院議員通常選挙 | 2022年07月10日 | 44   | 参議院比例区 | 自由民主党 | 11万8710票 | 0.65%  | 50   | 18/33              | 18/18                        |